# Johannes Abromeit
Johannes Abromeit (Paschleitschen, Kelet-Poroszország, 1857. február 17. – Jéna, 1946. január 19.) német botanikus, tanár.

## Élete
A Ragnit (ma: Nyeman, Oroszország, Kalinyingrádi terület) melletti Paschleitschen faluban született. A königsbergi egyetemen természettudományokat, német irodalmat és filozófiát hallgatott 1879 és 1884 közt. Egész életében a königsbergi Botanikai Intézetben dolgozott mint asszisztens, emellett a Königsbergi Egyetem előadója, később docense lett. Aktívan részt vett a Preussische Botanische Verein munkájában. Carl Christian Mez a Myrsinaceae növénycsalád Abromeitia nemzetségét róla nevezte el.
1895-ben a Leopoldina Német Természettudományos Akadémia tagjává választották.

## Munkái
- Ueber die Anatomie des Eichenholzes (1884)
- Berichtigung des Sanio'schen Aufsatzes über die Zahlenverhältnisse der Flora Preussens (1884)
- Botanische Ergebnisse der von der Gesellschaft für Erdkunde zu Berlin unter Leitung Dr. v. Drygalski's ausgesandten Grönlandsexpedition nach Dr. Vanhöffen's Sammlungen bearbeitet (1899)
- Schutz der botanischen Naturdenkmäler in Ostpreußen (1907)
- Kurzer Überblick über die Vegetationsverhältnisse von Ostpreussen (1910)

## Külső hivatkozások
- Ueber die Anatomie des Eichenholzes című munkája online változata

## Fordítás
- Ez a szócikk részben vagy egészben  a   Johannes Abromeit című angol Wikipédia-szócikk ezen változatának fordításán alapul.  Az eredeti cikk szerkesztőit annak laptörténete sorolja fel. Ez a jelzés csupán a megfogalmazás eredetét és a szerzői jogokat jelzi, nem szolgál a cikkben szereplő információk forrásmegjelöléseként.